# دايفيد ماير (لاعب هوكي الجليد)
دايفيد ماير (و. 2 ألفية – القرن 20 م) هو لاعب هوكي الجليد بلجيكي، شارك في الألعاب الأولمبية الشتوية 1928.

## روابط خارجية
- دايفيد ماير على موقع EliteProspects.com (الإنجليزية)
- دايفيد ماير على موقع Eurohockey.com (الإنجليزية)
- دايفيد ماير على موقع أوليمبيديا (الإنجليزية)